# コイラ・チーニ語
コイラ・チーニ語（コイラ・チーニご、英: Koyra Chiini language）はソンガイ語派に属する言語である。マリ共和国のニジェール川沿いに、トンブクトゥから上流に向かった地域で話されている。コイラ・チーニ語は、この地域では主要な言語で、アラビア語ハッサニア方言、タマシェク語、フラニ語を話す各少数民族との間でリングワ・フランカとして使用されている。

## 言語名別称
- Songhay, Koyra Chiini
- Songai
- Songay
- Songhai
- Songhay
- Songhoy
- Songoi
- Songoy
- Sonrai
- Sonrhai
- Timbuktu Songhoy
- West Songhoy

## 方言
- ジェンネ・チーニ方言（ジェンネ語） Djenné Chiini
- Koyra Chiini